# The Butcher's Ballroom
The Butcher's Ballroom è l'album di debutto del gruppo musicale svedese di genere avantgarde metal  "Diablo Swing Orchestra", pubblicato il 17 agosto 2006.
Nello stesso anno, l'album riceve il "Biggest Surprise Award" ai Metal Storm Awards.
Su jamendo è possibile scaricare l'intero lavoro gratuitamente da questo link (Il progetto è pubblicato in licenza Creative Commons non commerciale- condividi allo stesso modo).

## Track List
|     | Titolo                       | Lunghezza |
| --- | ---------------------------- | --------- |
| 1.  | "Balrog Boogie"              | 3:52      |
| 2.  | "Heroines"                   | 5:21      |
| 3.  | "Poetic Pitbull Revolutions" | 4:52      |
| 4.  | "Rag Doll Physics"           | 3:52      |
| 5.  | "D'Angelo"                   | 1:53      |
| 6.  | "Velvet Embracer"            | 4:04      |
| 7.  | "Gunpowder Chant"            | 1:50      |
| 8.  | "Infralove"                  | 4:53      |
| 9.  | "Wedding March For a Bullet" | 3:13      |
| 10. | "Qualms of Conscience"       | 1:15      |
| 11. | "Zodiac Virtues"             | 4:46      |
| 12. | "Porcelain Judas"            | 4:08      |
| 13. | "Pink Noise Waltz"           | 6:05      |